# Coupe d'Angleterre de football 1881-1882
Navigation
Coupe d'Angleterre 1880-1881 Coupe d'Angleterre 1882-1883
La Coupe d'Angleterre de football 1881-1882 est la 11e édition de la Coupe d'Angleterre de football.
Le Old Etonians Football Club remporte sa deuxième Coupe d'Angleterre de football au détriment du Blackburn Rovers Football Club sur le score de 1-0 au cours d'une finale jouée dans l'enceinte du stade de Kennington Oval à Londres. Cette finale marque l’accession à la finale pour la première fois d’un club du nord de l’Angleterre.

## Premier tour
| Club à domicile            | Score   | Club à l'extérieur      | Date             |
| -------------------------- | ------- | ----------------------- | ---------------- |
| Darwen FC                  | 3-1     | Blackburn Olympic FC    | 29 octobre 1881  |
| Grantham Town FC           | 6-0     | Brigg Town FC           | 5 novembre 1881  |
| Reading FC                 | 5-0     | Hendon FC               | 29 octobre 1881  |
| Sheffield FC               | 8-0     | Brigg Brittania         | 5 novembre 1881  |
| Barnes FC                  | 3-1     | Rochester               | 5 novembre 1881  |
| Royal Engineers AFC        | 6-0     | Kildare                 | 5 novembre 1881  |
| Marlow FC                  | 3-1     | Brentwood Town FC       | 22 octobre 1881  |
| Upton Park FC              | 3-0     | St Albans               | 22 octobre 1881  |
| Windsor Home Park          | 0-1     | Reading Minster         | 22 octobre 1881  |
| Old Etonians FC            | 2-2     | Clapham Rovers FC       | 5 novembre 1881  |
| Clapham Rovers FC          | 0-1     | Old Etonians FC         | 19 novembre 1881 |
| Hertfordshire Rangers FC   | 0-4     | Swifts FC               | 5 novembre 1881  |
| Nottingham County          | Forfait | Calthorpe               |                  |
| Old Foresters FC           | 3-0     | Morton Rangers          | 5 novembre 1881  |
| Wednesbury Strollers FC    | 3-1     | Stafford Road           | 5 novembre 1881  |
| Romford FC                 | Forfait | Rangers                 |                  |
| Henley                     | 0-2     | Maidenhead FC           | 22 octobre 1881  |
| West End                   | 3-2     | Remnants                | 29 octobre 1881  |
| Blackburn Rovers           | 9-1     | Blackburn Park Road     | 22 octobre 1881  |
| Hanover United             | Exempt  |                         |                  |
| Hotspur                    | 1-0     | Highbury Union          | 5 novembre 1881  |
| Mosquitos                  | 1-1     | Pilgrims                | 5 novembre 1881  |
| Pilgrims                   | 5-0     | mosquitos               | 12 novembre 1881 |
| Aston Villa Football Club  | 1-3     | Nottingham Forest       | 5 novembre 1881  |
| Acton                      | 0-0     | Finchley                | 29 octobre 1881  |
| Acton                      | 4-0     | Finchley                | 12 novembre 1881 |
| Sheffield Wednesday        | 2-0     | Sheffield Providence    | 5 novembre 1881  |
| Astley Bridge              | 2-2     | Turton FC               | 29 octobre 1881  |
| Turton FC                  | 1-1     | Astley Bridge           | 12 novembre 1881 |
| Astley Bridge              | 3-3     | Turton FC               | 19 novembre 1881 |
| Turton FC                  | 2-0     | Astley Bridge           | 26 novembre 1881 |
| Dreadnought                | Forfait | Caius College           |                  |
| Staveley                   | 5-1     | Spilsby                 | 29 octobre 1881  |
| Esher Leopold              | 0-5     | Old Carthusians FC      | 5 novembre 1881  |
| Olympic                    | 2-4     | Old Harrovians FC       | 5 novembre 1881  |
| Woodford Bridge            | 1-1     | Reading Abbey           | 22 octobre 1881  |
| Reading Abbey              | 2-1     | Woodford Bridge         | 12 novembre 1881 |
| Small Heath Alliance       | 4-1     | Derby Town              | 17 octobre 1881  |
| Sheffield Heeley           | 5-1     | Lockwood Brothers       | 17 octobre 1881  |
| Bootle FC                  | 2-1     | Blackburn Law           | 5 novembre 1881  |
| Weybridge Swallows         | 3-1     | Henley FC               | 13 novembre 1880 |
| St Bart's Hospital         | Forfait | Wanderers Football Club |                  |
| Bolton Wanderers           | 5-5     | Eagley FC               | 22 octobre 1881  |
| Eagley FC                  | 0-1     | Bolton Wanderers        | 12 novembre 1881 |
| Accrington FC              | Forfait | Queen's Park FC         |                  |
| Wednesbury Old Athletic FC | 9-1     | Mitchell St George's FC | 12 novembre 1881 |

## Troisième tour
| Club à domicile     | Score  | Club à l'extérieur  | Date             |
| ------------------- | ------ | ------------------- | ---------------- |
| Darwen FC           | 4-1    | Turton FC           | 17 décembre 1881 |
| Reading FC          | Exempt |                     |                  |
| Upton Park FC       | Exempt |                     |                  |
| Old Etonians FC     | 6-3    | Swifts FC           | 17 décembre 1881 |
| Old Foresters       | Exempt |                     |                  |
| Blackburn Rovers    | Exempt |                     |                  |
| Hotspur             | 0-0    | Reading Minster     | 17 décembre 1881 |
| Hotspur             | 2-0    | Reading Minster     | 26 décembre 1881 |
| Aston Villa         | 2-2    | Notts County        | 17 décembre 1881 |
| Notts County        | 2-2    | Aston Villa         | 7 janvier 1882   |
| Aston Villa         | 4-1    | Notts County        | 14 janvier 1882  |
| Old Carthusians     | 0-2    | Royal Engineers AFC | 20 décembre 1881 |
| Sheffield Wednesday | 2-2    | Staveley            | 29 décembre 1881 |
| Sheffield Wednesday | 5-1    | Staveley            | 9 janvier 1882   |
| Dreadnought         | 1-2    | Marlow FC           | 17 décembre 1881 |

## Quatrième tour
| Club à domicile         | Score   | Club à l'extérieur  | Date            |
| ----------------------- | ------- | ------------------- | --------------- |
| Marlow FC               | Forfait | Reading FC          |                 |
| Upton Park FC           | 5-0     | Hotspur             | 21 janvier 1882 |
| Old Etonians FC         | 6-3     | Maidenhead FC       | 14 février 1882 |
| Old Foresters           | 2-1     | Royal Engineers AFC | 21 janvier 1882 |
| Blackburn Rovers        | 5-1     | Darwen FC           | 30 janvier 1882 |
| Sheffield Wednesday     | 3-1     | Sheffield Heeley    | 21 janvier 1882 |
| Wednesbury Old Athletic | 3-1     | Aston Villa         | 21 janvier 1882 |

## Cinquième tour
| Club à domicile     | Score  | Club à l'extérieur      | Date            |
| ------------------- | ------ | ----------------------- | --------------- |
| Old Etonians FC     | Exempt |                         |                 |
| Old Forester        | 0-0    | Marlow FC               | 14 février 1882 |
| Marlow FC           | 1-0    | Old Forester            | 18 février 1882 |
| Blackburn Rovers    | 3-1    | Wednesbury Old Athletic | 14 février 1882 |
| Sheffield Wednesday | 6-0    | Upton Park FC           | 7 février 1882  |

## Demi-finales
| Club à domicile     | Score | Club à l'extérieur  | Date         |
| ------------------- | ----- | ------------------- | ------------ |
| Old Etonians FC     | 5-0   | Marlow FC           | 4 mars 1882  |
| Blackburn Rovers    | 0-0   | Sheffield Wednesday | 6 mars 1882  |
| Sheffield Wednesday | 1-5   | Blackburn Rovers    | 15 mars 1882 |

## Finale
| Titulaires : |  |
| |  |
| Roger Howarth Hugh McIntyre (en) Fergus Suter Fred Hargreaves (en) Harold Sharples John Hargreaves (en) Geoffrey Avery James Brown Thomas Strachan Jimmy Douglas John Duckworth |  |

| Titulaires : |  |
| |  |
| John Rawlinson Thomas French Percy de Paravicini (en) Arthur Kinnaird Charles Foley Philip Novelli Arthur Dunn (en) Reginald Macaulay (en) Harry Goodhart (en) John Chevallier William Anderson |  |

| Titulaires : |  |
| |  |
| Roger Howarth Hugh McIntyre (en) Fergus Suter Fred Hargreaves (en) Harold Sharples John Hargreaves (en) Geoffrey Avery James Brown Thomas Strachan Jimmy Douglas John Duckworth |  |

| Titulaires : |  |
| |  |
| John Rawlinson Thomas French Percy de Paravicini (en) Arthur Kinnaird Charles Foley Philip Novelli Arthur Dunn (en) Reginald Macaulay (en) Harry Goodhart (en) John Chevallier William Anderson |  |

## Filmographie
- 2020 : The English Game de Julian Fellowes (série de 6 épisodes)